# 蔡吉人
蔡吉人（1935年7月15日—），江苏苏州人，信息处理技术专家，中国工程院院士，中国共产党党员。
1997年，获选中国工程院信息与电子工程学部院士。